# جمال الدين آقوش الشمسي
جمال الدين آقوش بن عبد الله الشمسي (ت. 679هـ/ 1280)، أمير مملوكي، أصله من مماليك الأمير شمس الدين سنقر الأشقر وهو خجداش الأمير بدر الدين بيسرى الشمسي.

## النشأة والتربية
نشأ جمال الدين آقوش كغيره من المماليك على القتال والفروسية، وكان أثر ذلك في حياته كلها، فقد كان مملوكاً للأمير شمس الدين سنقر الأشقر، ومن الواضح أنه نشأ نشأة سليمة، فقد أبى أن يكون بحلب بعد أن سلم صاحبها نفسه للمغول راضياً بالذلة والمهانة، أما هو فأبى أن يعيش ساعة في ذل، مفضلًا الموت في العزة.

## جهاده وأهم المعارك ودوره فيها
من الذين أثبتوا رجولتهم واستطاعوا الصبر في الميدان جمال الدين آقوش، الذي فر بدينه لاحقاً إلى جيوش المسلمين في مصر، بعد أن رأى الناصر نائب حلب يبيع دينه ويلحق بالمغول. فقد قدم المغول يقتلون ويذبحون في المسلمين ولا يرحمون شيخاً كبيراً أو امرأة أو طفلاً رضيعاً، لم ينج أحد من سيفهم، وتقدم المغول إلى الشام بعد أن دمروا بغداد وأبادوا أهلها، وأرسل هولاكو خان رسائل إلى الأمراء يأمرهم بتسليم بلادهم فمنهم من أجاب كنائب حلب ومنهم من أبى معلناً الحرب كسيف الدين قطز، ولما وجد الأمير جمال الدين آقوش الشمسي تسليم الناصر نائب حلب نفسه للمغول، وخذلانه وعدم تحركه لنصرة الدين، وقد تحرك الإيمان المفعم في قلبه فدفعه لإيثار الموت في سبيل الله، على الحياة الفانية، فتجهز راحلاً إلى مصر ليلتحق بكتائب مصر الإسلامية، والتي أعلنت الحرب على المغول، وفي شهر رمضان قامت الحرب بين كتائب الجيوش الإسلامية وبين المغول واشتد البأس وحمي الوطيس، وتعلقت القلوب بالرحمن، وابتهل الناس بالدعاء أن ينصر الله كتائب الحق، وأبلى المسلمون في هذه المعركة بلاءً حسناً، وممن كانت لهم آثاراً واضحة في هذه المعركة المجاهد جمال الدين آقوش الشمسي، فقد جاهد وأبلى بلاءً حسناً، كان أحد الأبطال، وهو الذي قتل كتبغا قائد المغول، فقد اخترق الصفوف المغولية في حملة صادقة موفقة حتى وصل في اختراقه إلى كتبغا قائد المغول. ورفع آقوش سيفه، وأهوى بكل قوته على رقبة كتبغا، وطارت رأسه في أرض القتال، وسقط زعيم التتار، وبسقوطه سقطت كل عزيمة عند جيش المغول.
وبقتل كتبغا انهارات معنوياتهم فلاذوا بالفرار، قبل أن تعمل فيهم سيوف الإسلام إلا أن المسلمين لحقوا بهم عند بيسان فقتلوهم عن آخرهم.
وبعد انتهاء معركة عين جالوت، تقدم جمال الدين آقوش بعسكر من عين جالوت ليلحق بالفرنج الذين أغاروا على قاقون بمواعدة المغول، واستطاع جمال الدين آقوش أن يقضي على الفرنج، ملحقاً الهزيمة بهم.

## وفاته
توفى جمال الدين آقوش في عام 679هـ/ 1280 بعد حياة حافلة بالجهاد.
أثنى عليه العلماء فقالوا عنه: "أنه كان أميراً، شجاعاً، مقداماً، كريماً، عفيفاً، رحمه الله تعالى، وهو أحد أبطال المسلمين."